# Hans Baur
Pour les articles homonymes, voir Baur.
Johann Peter « Hans » Baur (19 juin 1897 - 17 février 1993) est le pilote personnel d'Adolf Hitler. Après avoir assuré ses déplacements aériens à partir de la campagne électorale de 1932, il devient le pilote officiel du chancelier à partir de 1933, puis le chef de l'escadrille gouvernementale, jusqu’à la chute du Troisième Reich. SS -Gruppenführer, il fait partie des derniers occupants du Führerbunker. Capturé par les troupes soviétiques après la fin de la Seconde Guerre mondiale, il est détenu pendant dix ans ; après sa libération, il revient en Allemagne où il meurt en 1993.

## Début de sa vie
Johann Peter « Hans » Baur naît à Ampfing en royaume de Bavière ; il effectue ses études secondaires à l'Erasmus-Gymnasium à Munich puis est apprenti quincailler.

## Première Guerre mondiale
Après le déclenchement de la Première Guerre mondiale, Baur est mobilisé dans l'Armée impériale allemande en 1915, en tant qu'observateur aérien de l'artillerie de campagne à Augsbourg.
Pendant ses années de service au sein de la force aérienne, il est crédité de six victoires dont trois sont confirmées : ce palmarès lui vaut d'être décoré de la Croix du Mérite militaire de Bavière et de la croix de fer de première classe.

## L'entre-deux-guerres
En application du traité de Versailles, la République de Weimar ne peut plus disposer d'une force aérienne. En 1919, Baur rejoint le corps franc de Franz von Epp, tout en assurant le transport aérien du courrier militaire à Fürth.
De 1921 à 1923, il pilote pour la Bayrische Luftlloyd et puis pour la Junkers Luftverkehr. En mai 1923, il ouvre la ligne aérienne entre Munich et Vienne avec un Junkers F13 ; en 1926, il est l'un des six pilotes de Lufthansa ; en 1928, il ouvre une nouvelle liaison aérienne entre Munich et Rome.
Baur inaugure, le 1er avril 1931, la route aérienne Berlin - Munich - Rome, connue sous le nom de « Vol des Alpes » ; parmi les premiers passagers figurent notamment le nonce Pacelli (futur Pie XII), Arturo Toscanini et Boris III de Bulgarie.
Membre du Parti nazi depuis 1926, il pilote alors l'avion dédié à l'organe de presse du Parti et il se lie avec Rudolf Hess, alors le secrétaire particulier d'Hitler.

## Pilote d'Hitler
Baur, qui a volé plus d'un million de kilomètres, est mis à disposition d'Adolf Hitler, à la demande de celui-ci, par la Lufthansa : son expérience est très appréciée par le chef du parti nazi.

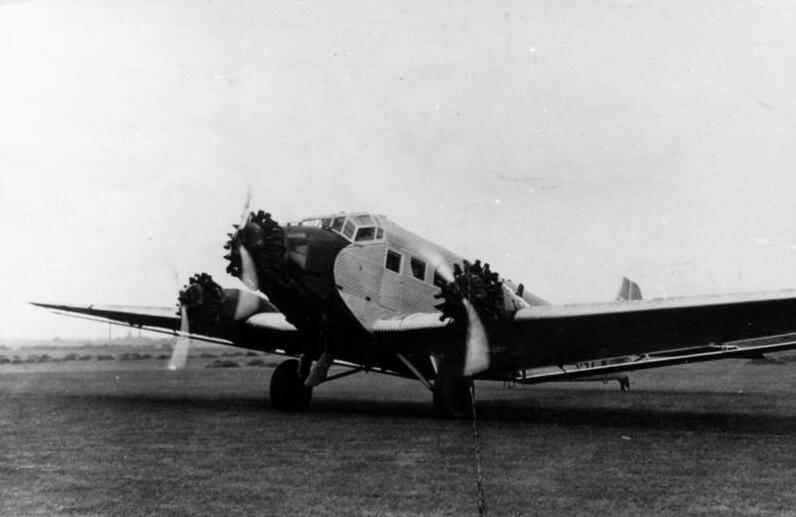
Le Junker Ju 52/3m d'Adolf Hitler.

Hitler est le premier politicien allemand à préférer le transport aérien au chemin de fer, ce qui lui permet de prendre la parole, le même jour, lors de plusieurs réunions se déroulant dans différentes régions d'Allemagne. Baur pilote l'avion d'Hitler pendant la campagne des élections générales de 1932.
Nommé chancelier, Hitler obtient un avion personnel, un Junkers Ju52/3m, immatriculé DC-2600 : il choisit d'en confier les commandes à Baur.

## Chef d'escadron de la flotte du Führer
« Hitler, raconte son pilote Hans Baur, produisit l'impression qu'il recherchait : faire croire aux soldats allemands et à la population civile qu'il arrivait immédiatement après la fin de la lutte. »

— J. de Launay, La France de Pétain, p. 13
Baur est nommé à la tête de l'escadron personnel d'Hitler, basé à Munich. Comme la Luftwaffe n'est pas encore créée, et comme Hitler le veut, Baur acquiert assez de puissance et de respect pour assurer sa sécurité. Hitler nomme Baur Standartenführer (colonel) dans la SS  (il porte le numéro de matricule 171 865).
Dès son arrivée à Berlin en 1933, la première tâche de Baur est d'agrandir l'escadron d'Hitler et de mettre en œuvre des procédures de sécurité. Avec l'approbation du directeur de la Lufthansa Erhard Milch, des Junkers Ju 52/3m supplémentaires sont affectés à Baur.

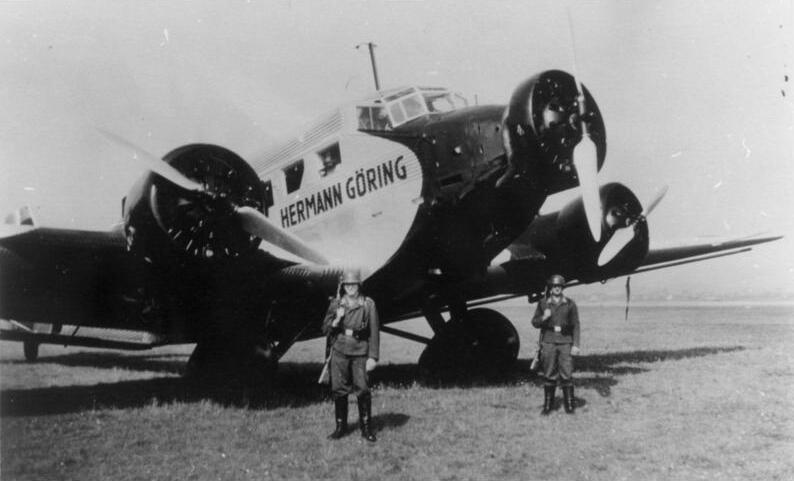
Le Junker Ju 52/3m d'Hermann Goering, certains hauts dirigeants faisaient personnaliser l'avion avec lequel ils voyageaient habituellement.

En 1934, après la mort de von Hindenburg, Hitler réorganise le gouvernement et crée l'escadron du Reichsregierung (l'escadron gouvernemental), plaçant Baur à sa tête. Son quartier général est installé à l'aéroport Berlin-Tempelhof, et Baur est chargé de fournir des vols et des pilotes pour le cabinet du Führer et ses généraux, avec à sa disposition huit avions capables de transporter dix-sept passagers.
En 1936, Baur se remarie à Munich, la cérémonie a lieu dans l'appartement privé d'Hitler, celui-ci étant le témoin du marié.  
Hitler s’appuie de plus en plus sur Baur pour des conseils sur la politique de guerre aérienne ainsi que les développements techniques. Il permet à Baur de disposer de pilotes expérimentés de la Lufthansa, et de les former à la procédure militaire en préparation de la prochaine guerre.
L'escadron est renommé Die Fliegerstaffel des Führers en septembre 1939. L'escadron personnel d'Hitler dispose d'un insigne spécial qui est peint sur le nez de tous les appareils : une tête d'aigle peinte en noir sur fond blanc, entourée d'un anneau étroit rouge.
Au début de 1939, Baur estime que le Führer doit voler dans le nouvellement conçu Focke-Wulf Fw 200 Condor, beaucoup plus sûr selon lui. Initialement configuré comme un transport de 26 passagers de Lufthansa, le Condor devient le nouvel appareil personnel d'Hitler.

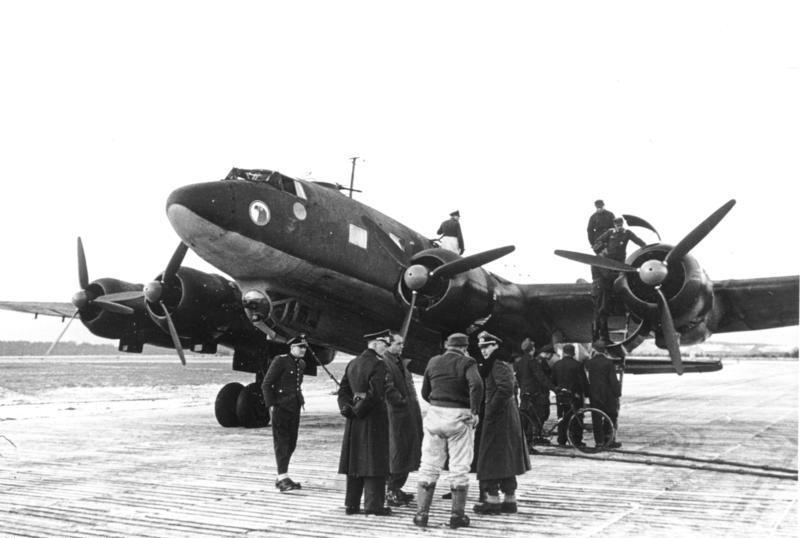
L'avion personnel d'Adolf Hitler, le Focke-Wulf Fw 200 Condor.

En juin 1940, après avoir transporté Hitler à Paris, il est présent dans sa voiture lors de la visite de la capitale française.  

## La fin de la guerre
Le 31 janvier 1944, Baur est promu Brigadeführer (général de brigade) et major général de la police avant d'être promu Gruppenführer (général de division) en février 1944}.
Durant les derniers jours de la guerre, Baur reste avec Hitler dans son bunker, affecté à son service jusqu'à son suicide. Afin de permettre à Hitler de s'échapper de la bataille de Berlin, Baur l'avise d'un plan pour avoir un Fieseler Fi 156 Storch capable de décoller d'un aérodrome improvisé à Tiergarten, près de la Porte de Brandebourg.
Bien que Hitler refuse de quitter le Führerbunker, le scénario est utilisé par Hanna Reitsch pour s'échapper en compagnie de Robert Ritter von Greim, promu chef de la Luftwaffe par Hitler après la disgrâce de Goering.
Reitsch et von Greim partis, Hitler suggère à Baur et Martin Bormann de fuir de la même manière.
Après le suicide d'Hitler, Baur tente de fuir les Soviétiques. Accompagné de quelques fuyards dont Bormann,, il essaie de rejoindre les lignes américaines et britanniques.
Les Soviétiques capturent Baur dans un hôpital ; il est d'un grand intérêt pour eux, car ils supposent qu'il aurait pu mettre en sécurité Hitler avant la chute de Berlin. Envoyé à Moscou, il est interrogé et torturé avant d'être déporté dans un camp de travail. Il est libéré en 1955 et retourne en Allemagne de l'Ouest.

## L'après-guerre
En 1957, il publie une autobiographie : Ich flog mit den Mächtigen der Erde (que l'on peut traduire littéralement par « J'ai volé avec les puissants de la Terre »). L'ouvrage est traduit en français (sous le titre J'étais pilote d'Hitler, le sort du monde était entre mes mains) et en anglais. Dans cet ouvrage, il s'emploie à effacer toute proximité avec Hitler mais il refuse de rencontrer les journalistes. Il semble être resté un nazi convaincu. En 1980, un étudiant allemand cherchant à interroger les derniers survivants du nazisme le rencontre chez lui et est surpris de voir dans son bureau, de nombreuses photos de lui avec Hitler. Dans l'interview, il lui déclare également « Votre holocauste, mon jeune ami, c'est un mensonge, cela n'a jamais existé ».
Baur est mort le 17 février 1993 à 95 ans en Bavière, à Herrsching et enterré à Munich, dans le caveau familial au cimetière de l'Ouest de Munich.